# Main Line
La Main Line è una linea ferroviaria statunitense che collega Long Island City e Greenport, attraversando l'intera isola di Long Island. L'Harold Interlocking collega la linea al corridoio Nordest e alla stazione di Pennsylvania. È di proprietà ed è gestita dalla Long Island Rail Road (LIRR), una delle agenzie della Metropolitan Transportation Authority (MTA).

## Percorso
|  | Unknown route-map component "tdCONTg" |

|  | Unknown route-map component "tACC" |

|  |  | Unknown route-map component "tSTR" | Unknown route-map component "tKACCa" |

|  | Transverse water | Unknown route-map component "tKRZW" | Unknown route-map component "tKRZW" |

|  | Unknown route-map component "KHSTACCa" | Unknown route-map component "tdSTR" | Unknown route-map component "tv-SHI2r" |

|  | Unknown route-map component "SPLa" | Unknown route-map component "tdSTR" | Unknown route-map component "tdSTR" | Unknown route-map component "d" |

|  | Unknown route-map component "vSTR-HST" | Unknown route-map component "tdSTRe@f" | Unknown route-map component "tdSTR" | Unknown route-map component "d" |

|  | Unknown route-map component "dLSTR" | Unknown route-map component "vSHI2g+l-" | Unknown route-map component "tdSTR" | Unknown route-map component "d" |

|  | Unknown route-map component "STRc2" + Unknown route-map component "eHSTACC" | Unknown route-map component "tSTR3e" |

|  | Unknown route-map component "STR+1" + Unknown route-map component "ABZg+l" | Unknown route-map component "STRc4" + Unknown route-map component "KDSTeq" |

|  | Unknown route-map component "ABZgl" | Unknown route-map component "CONTfq" |

| Unknown route-map component "ACC" |

| Unknown route-map component "eHST" |

|  | Unknown route-map component "ABZgl" | Unknown route-map component "CONTfq" |

| Unknown route-map component "eHST" |

| Unknown route-map component "eHST" |

| Unknown route-map component "d" | Unknown route-map component "exdENDEaq" | Unknown route-map component "eABZgr" |  |

| Unknown route-map component "HSTACC" |

| Stop on track |

| Unknown route-map component "LSTR2" | Unknown route-map component "STRc3" + Unknown route-map component "eHST2" | Unknown route-map component "STRc3" |

| Unknown route-map component "STRc1" + Unknown route-map component "CONTgq" | Unknown route-map component "STRc12" + Unknown route-map component "ABZ+4r" | Unknown route-map component "STR3+4" |

|  | Unknown route-map component "ABZg+1" | Unknown route-map component "STRc4" |

| Unknown route-map component "ACC" |

| Unknown route-map component "CONTgq" | Unknown route-map component "ABZgr" |  |

| Unknown route-map component "eHST" |

| Unknown route-map component "eHST" |

| Unknown route-map component "eHST" |

| Unknown route-map component "CONTgq" | Unknown route-map component "ABZgr" |  |

| Non-passenger station/depot on track |

| Unknown route-map component "eHST" |

| Unknown route-map component "eHST" |

| Stop on track |

| Unknown route-map component "eHST" |

| Unknown route-map component "HSTACC" |

| Unknown route-map component "CONTgq" | Junction both to and from right |  |

| Unknown route-map component "HSTACC" |

| Unknown route-map component "v-SHI2gr" | Unknown route-map component "d" |

| Unknown route-map component "dHST" | Unknown route-map component "dSTR" | Unknown route-map component "d" |

| Unknown route-map component "dHUBaq" | Unknown route-map component "dHUBq" + Unknown route-map component "dHSTACC" | Unknown route-map component "dHUBq" + Unknown route-map component "dHSTACC" | Unknown route-map component "dHUBeq" | Unknown route-map component "d" |

| Unknown route-map component "dCONTgq" | Unknown route-map component "dSTRr" | Unknown route-map component "dSTR" |  |

| Unknown route-map component "HSTACC" |

| Unknown route-map component "HSTACC" |

| Unknown route-map component "ACC" |

| Unknown route-map component "exENDEaq" | Unknown route-map component "ABZglxr" | Unknown route-map component "CONTfq" |

| Unknown route-map component "HSTACC" |

| Unknown route-map component "HSTACC" |

| Unknown route-map component "eHST" |

|  | Unknown route-map component "ABZgnl" | Unknown route-map component "nENDEeq" |

| Unknown route-map component "ACC" |

|  | Unknown route-map component "ABZgl" | Unknown route-map component "CONTfq" |

| Unknown route-map component "HSTACC" |

|  | Unknown route-map component "ABZgnl" | Unknown route-map component "nENDEeq" |

| Unknown route-map component "eHST" |

| Unknown route-map component "CONTgq" | Unknown route-map component "ABZgr" |  |

| Unknown route-map component "ACC" |

| Unknown route-map component "eHST" |

| Unknown route-map component "HSTACC" |

|  | Unknown route-map component "ABZg+nl" | Unknown route-map component "nENDEeq" |

| Unknown route-map component "HSTACC" |

| Unknown route-map component "HSTACC" |

|  | Unknown route-map component "ABZgnl" | Unknown route-map component "nSTR+r" + Unknown route-map component "nENDEeq" |

|  | Unknown route-map component "eHST" | Unknown route-map component "nSTR" |

|  | Unknown route-map component "ABZg+nl" | Unknown route-map component "nSTRr" + Unknown route-map component "nENDEeq" |

| Unknown route-map component "HSTACC" |

| Unknown route-map component "exCONTgq" | Unknown route-map component "eABZgr" |  |

| Unknown route-map component "HSTACC" |

| Unknown route-map component "BL" + Unknown route-map component "MFADEg" | Unknown route-map component "ACC" |  |

| Unknown route-map component "ELCe" | Unknown route-map component "YRD" |  |

| Unknown route-map component "eHST" |

| Unknown route-map component "nENDEaq" | Unknown route-map component "ABZgnr" |  |

| Unknown route-map component "eHST" |

| Unknown route-map component "HSTACC" |

| Unknown route-map component "nENDEaq" | Unknown route-map component "ABZg+nr" |  |

| Unknown route-map component "HSTACC" |

| Unknown route-map component "eHST" |

| Unknown route-map component "exENDEaq" | Unknown route-map component "eABZgr+r" |  |

|  | Unknown route-map component "ABZg+nl" | Unknown route-map component "nENDEeq" |

| Unknown route-map component "eHST" |

| Unknown route-map component "HSTACC" |

| Unknown route-map component "eHST" |

| Unknown route-map component "eHST" |

| Unknown route-map component "eHST" |

| Unknown route-map component "HSTACC" |

| Unknown route-map component "eHST" |

| Unknown route-map component "eHST" |

| Unknown route-map component "HSTACC" |

| Unknown route-map component "KACCe" |